# Tomás Pina
Tomás Pina Isla (* 14. října 1987 Ciudad Real) je španělský profesionální fotbalista, který hraje na pozici středního záložníka za španělský klub Deportivo Alavés.